# Бахнеле
Бахнеле (рум. Bahnele) — село у повіті Вранча в Румунії. Входить до складу комуни Вінтіляска.
Село розташоване на відстані 141 км на північ від Бухареста, 36 км на захід від Фокшан, 103 км на захід від Галаца, 87 км на схід від Брашова.

## Населення
За даними перепису населення 2002 року у селі проживали 647 осіб, усі — румуни. Усі жителі села рідною мовою назвали румунську.